# IC 305
IC 305 — галактика типу E (еліптична галактика) у сузір'ї Персей.
Цей об'єкт міститься в оригінальній редакції індексного каталогу.